# 华莱士 (爱达荷州)
华莱士（英語：Wallace）是美国爱达荷州狭长地带肖肖尼县的一座历史名城，位处银谷矿区，是美国的大型银矿区之一，银产量超过美国其他所有的银矿。2010年美國人口普查期间，华莱士人口共784人。